# Wahl zum Abgeordnetenhaus von Berlin 1971
- SPD: 73
- FDP: 11
- CDU: 54

- Regierung: 73
- Opposition: 65

Die Wahl zum Abgeordnetenhaus von Berlin 1971 fand am 14. März 1971 statt.
Für die SPD trat erstmals der seit dem 19. Oktober 1967 amtierende Regierende Bürgermeister Klaus Schütz an.
Schütz, bis 1966 Senator für Bundesangelegenheiten unter Willy Brandt, war mit diesem nach Bonn gegangen, trat aber bereits im Oktober 1967 die Nachfolge von Heinrich Albertz an, der nach dem Tod des Studenten Benno Ohnesorg und erheblichen parteiinternen Querelen sein Amt niedergelegt hatte.
Für die CDU trat erstmals Peter Lorenz an.
Die SPD konnte zwar mit 50,4 % der Stimmen ihre absolute Mehrheit halten, erlitt jedoch Stimmenverluste in Höhe von 6,5 Prozentpunkten. Die CDU legte um 5,3 Prozentpunkte auf 38,2 % der Stimmen zu, die FDP, bisheriger Koalitionspartner der SPD, legte um 1,3 Prozentpunkte auf 8,4 % der Stimmen zu.
Klaus Schütz bildete nunmehr einen reinen SPD-Senat, Union und FDP gingen in die Opposition.
| Wahl vom 14. März 1971 | Wahl vom 14. März 1971 | Wahl vom 14. März 1971 | Wahl vom 14. März 1971 |
| ---------------------- | ---------------------- | ---------------------- | ---------------------- |
| Wahlberechtigte        | 1.652.916              |                        |                        |
| Wahlbeteiligung        | 1.469.633              | 88,9 %                 |                        |
| SPD                    | 730.240                | 50,4 %                 | 73 Mand.               |
| CDU                    | 553.422                | 38,2 %                 | 54 Mand.               |
| FDP                    | 122.310                | 8,4 %                  | 11 Mand.               |
| SEW                    | 33.845                 | 2,3 %                  | — Mand.                |
| AUD                    | 9.136                  | 0,6 %                  | — Mand.                |
| Summen                 |                        | 100,0 %                | 138 Mand.              |